# Stenia rubriceps
Stenia rubriceps là một loài bướm đêm trong họ Crambidae.